# اللغة التاسكونية
اللغة التاسكونية أو التسكانونية (أيضاً التذكونية أو التاسكون،  اليونانية: τσακώνικα; Tsakonian: τσακώνικα, α τσακώνικα γρούσσα) هي مجموعة لغوية متنوعة من اليونانية الحديثة (Varieties of Modern Greek)، ويُتحدث بها في منطقة تسكونيان (Tsakonia) من البيلوبونيز، اليونان. اُستمدت اللغة التاسكونية من اليونانية الدوريكية، كونها البديل الوحيد الموجود. على الرغم من أنه يتم التعامل معها على أنها لهجة يونانية، بعض التلخيصات تعاملها كلغة منفصلة. إن اللغة التسكونية معرضة لخطر شديد، حيث لم يتبق سوى بضع مئات من المتحدثين الذين يتحدثونها بطلاقة. لديها وضوح متبادل مع اللغة اليونانية المعيارية الحديثة.  

## روابط خارجية
- Projet Homere (text sample and audio files)
- Tsakonian Bibliography
- The Lord's Prayer in Tsakonian (text sample)
- Church Service in Tsakonian (RealAudio)
- Greek-Tsakonian dictionary